# Аббат (писатель)
Аббат *** (фр. Abbé trois étoiles) — псевдоним, под которым публиковал свои работы популярный французский писатель-антиклерикал XIX века. Настоящее имя писателя точно не установлено.
Аббат — автор целого ряда антиклерикальных романов («Le Maudit», «La Religieuse», «Le Moine», «Le Jésuite»), появившихся в Париже после 1863 года и имевших большой успех. На русском языке основное их содержание изложено в книге И. С. Белюстина «Сельское духовенство во Франции», изданной в 1871 году в Санкт-Петербурге. Автором романов называли различных лиц, в том числе аббата Луи Мишона и писателя Луи Ульбаха — причём последний утверждал, что эти романы принадлежат перу Мишона.